# Jelovski
Jelovski (Russisch: Еловский) is de benaming voor een tweetal overlappende kleine schildvulkanen in de oostelijke uitlopers van het Centraal Gebergte ten zuiden van de grens met het voormalige autonome district Korjakië in het centrale deel van het Russische schiereiland Kamtsjatka. De basaltvulkanen, Jelovski (1381 meter) en de direct ten zuidoosten ervan gelegen Ozernoj (1021 meter), bevinden zich ten noordoosten van de vulkaan Sjisjel en ten zuidoosten van de vulkaan Alngej. Ten noordoosten van het complex bevindt zich de massieve lavastroom Ozernovski, die bij de laatste uitbarsting aan het begin van het Holoceen ontstond en naar het zuidoosten stroomde, waarbij ze verschillende rivieren afdamde en zo een aantal meertjes deed ontstaan nabij de rivieren Levaja (linker) en Pravaja (rechter) Ozjornaja en uitmondde in een lavaveld met een omvang van 100 km².
Op de vulkaan ontstaat de rivier de Jelovka, een zijrivier van de Kamtsjatka.